# KSC Grimbergen
Maillots
Dernière mise à jour : 29 juin 2018.
Le Koninklijke Sport Club Grimbergen est un club de football belge basé à Grimbergen. Le club porte le matricule 1021 et évolue en première provinciale lors de la saison 2018-2019. Le club a disputé 32 saisons dans les séries nationales au cours de son histoire.

## Histoire
Le club est fondé en 1927 sous le nom de « Grimberghen Sport Club ». Il s'affilie la même année à l'Union Belge et reçoit le matricule 1021. Le club commence la saison suivante dans les séries régionales. Il change de nom en 1941 pour devenir le « Sport Club Grimbergen » et reçoit le titre de « Société Royale » en 1952. Le club prend alors son nom actuel.
Le KSC Grimbergen atteint la Promotion, le quatrième niveau national, pour la première fois en 1967. Il termine ses deux premières saisons à la quatrième place, puis deuxième en 1970 derrière Dessel Sport et en 1971 derrière le RC Lokeren. Par la suite, le club rentre dans le rang et finit dans le ventre mou du classement deux saisons de suite. Le championnat 1973-1974 est plus difficile pour le club qui finit quatorzième dans sa série, une position qui le condamne à un retour en première provinciale après sept saisons en Promotion.
Le club revient au niveau national en 1984 et s'installe pour trois saisons en milieu de classement. L'année suivante, il connaît des difficultés sportives et est à nouveau relégué en provinciales, cette fois après quatre saisons de présence en Promotion. Cette fois, le club attend sept ans pour revenir à ce niveau. Après une bonne saison 1995-1996 conclue en quatrième position, le club recule dans la hiérarchie. En 1999, il finit dernier dans sa série et est relégué en première provinciale après un nouveau séjour de quatre ans dans les séries nationales.
Le KSC Grimbergen est de retour en Promotion pour la saison 2001-2002. Le club a du mal à tenir le rythme et termine le championnat en position de barragiste. Il est battu par le KFC Meulebeke et doit disputer le tour final interprovincial pour avoir le droit de rester en Promotion. Il y élimine le CS Han-sur-Lesse et le KFC Izegem pour conserver sa place au niveau national. Les années qui suivent sont plus tranquilles pour l'équipe, qui parvient à décrocher une place au tour final pour la montée en 2004, où il est éliminé au premier tour par le White Star Woluwe. Trois ans plus tard, il échappe de peu à la relégation, ne distançant le Léopold Uccle, barragiste, et Dilbeek Sport, relégué, qu'au nombre de victoires. Après deux saisons plus tranquilles, le club vit sa meilleure saison en 2009-2010 et finit vice-champion de sa série. Il participe ensuite au tour final pour l'accession à la Division 3 et élimine successivement le Turkania Faymonville et la RUW Ciney. Il est battu en finale par Brakel mais grâce à la disparition de plusieurs clubs dans les trois plus hautes divisions (l'Excelsior Mouscron et le KSK Beveren), deux places supplémentaires sont libérées en troisième division, permettant au club d'accéder à ce niveau pour la première fois de son Histoire.
La transition vers la Division 3 est délicate pour le club, qui termine le championnat en position de barragiste. Néanmoins, à la suite d'une sanction administrative infligée à l'Union Royale Namur pour avoir aligné un joueur non-qualifié (15 points retirés), Grimbergen gagne une place au classement et se maintient. La saison suivante est tout aussi difficile et voit le club lutter une nouvelle fois contre la relégation. En fin de saison, il devance le KSV Temse, seizième, grâce à une meilleure différence de buts (-22 contre -26) et peut se maintenir. La saison 2012-2013 est perturbée par la réintégration en cours de compétition du RFC Tournai mais le club réalise sa meilleure performance jusqu'à présent en terminant à la huitième place. Par contre, lors de la saison 2013-2014, le club termine barragiste et doit passer par le tour final de Promotion pour conserver sa place en troisième division.

## Le stade
Le KSC Grimbergen évolue au Prinsenbosstadion.

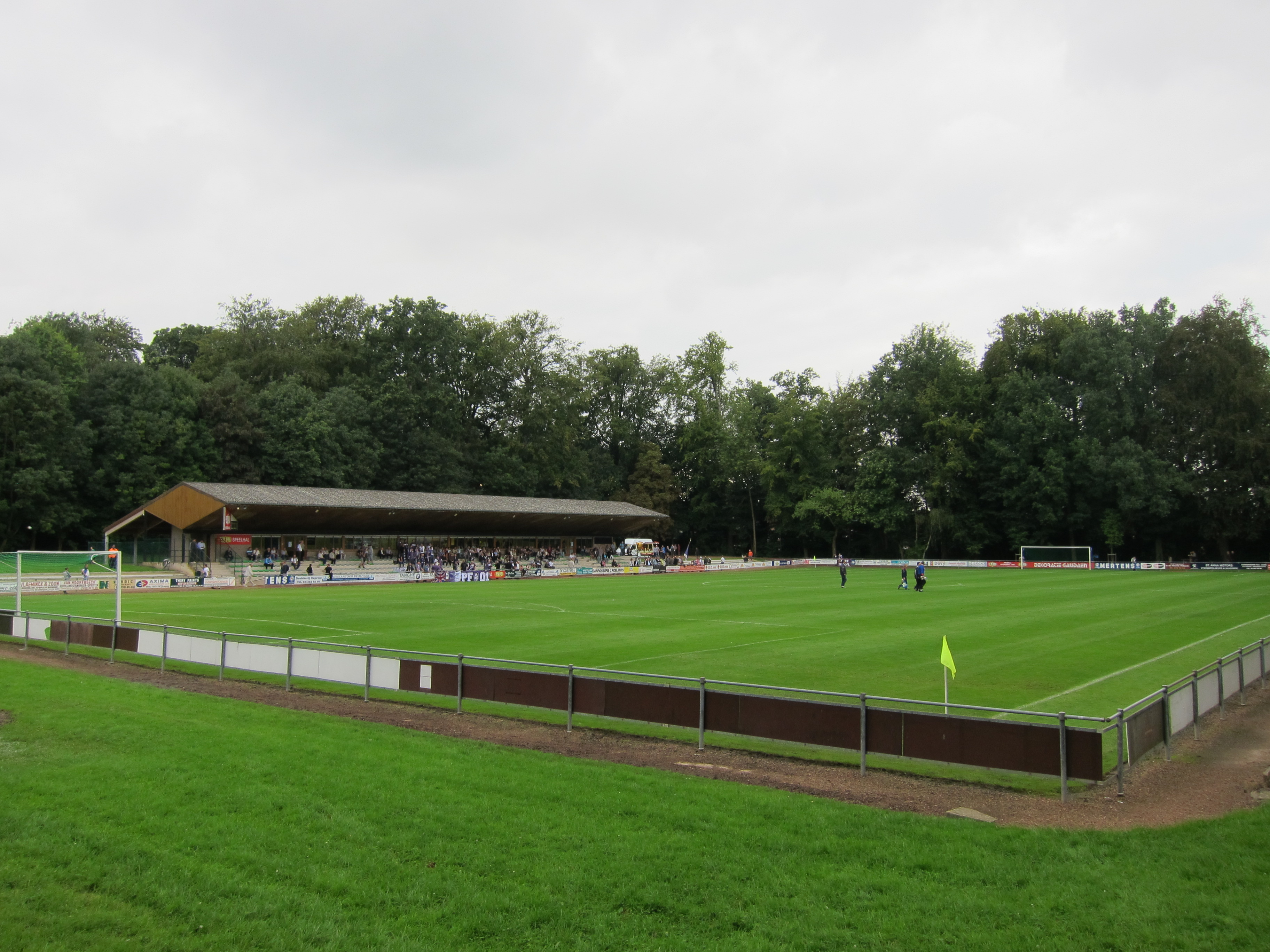
Le Prinsenbosstadion

## Résultats dans les divisions nationales
Statistiques mises à jour le 30 juin 2018

### Bilan
| Niv | Divisions     | Jouées | Titres | TM Up | TM Down |
| --- | ------------- | ------ | ------ | ----- | ------- |
| I   | 1re nationale | 0      | 0      |       |         |
| II  | 2e nationale  | 0      | 0      |       |         |
| III | 3e nationale  | 6      | 0      |       | 1       |
| IV  | 4e nationale  | 25     | 0      | 2     |         |
| V   | 5e nationale  | 1      | 0      |       |         |
|     |               |        |        |       |         |
|     | TOTAUX        | 32     | 0      | 2     | 1       |

- TM Up : test-match pour départager des égalités, ou toutes formes de Barrages ou de Tour final pour une montée éventuelle.
- TM Down : test-match pour départager des égalités, ou toutes formes de Barrages ou de Tour final pour le maintien.

### Classements
| Ordre               | Saison  | Nom du club      | Niveau                         | Classement final | Remarques             |
| ------------------- | ------- | ---------------- | ------------------------------ | ---------------- | --------------------- |
| 1                   | 1967-68 | K. SC Grimbergen | Promotion série A              | 4e/16            |                       |
| 2                   | 1968-69 | K. SC Grimbergen | Promotion série C              | 4e/16            |                       |
| 3                   | 1969-70 | K. SC Grimbergen | Promotion série B              | 2e/16            | [ saisons 1 ]         |
| 4                   | 1970-71 | K. SC Grimbergen | Promotion série D              | 2e/16            | [ saisons 2 ]         |
| 5                   | 1971-72 | K. SC Grimbergen | Promotion série A              | 7e/16            |                       |
| 6                   | 1972-73 | K. SC Grimbergen | Promotion série D              | 6e/16            |                       |
| 7                   | 1973-74 | K. SC Grimbergen | Promotion série A              | 14e/16           | Relégué!              |
| séries provinciales |         |                  |                                |                  |                       |
| 8                   | 1984-85 | K. SC Grimbergen | Promotion série A              | 7e/16            |                       |
| 9                   | 1985-86 | K. SC Grimbergen | Promotion série C              | 10e/16           |                       |
| 10                  | 1986-87 | K. SC Grimbergen | Promotion série B              | 12e/16           |                       |
| 11                  | 1987-88 | K. SC Grimbergen | Promotion série B              | 15e/16           | Relégué!              |
| séries provinciales |         |                  |                                |                  |                       |
| 12                  | 1995-96 | K. SC Grimbergen | Promotion série D              | 4e/16            |                       |
| 13                  | 1996-97 | K. SC Grimbergen | Promotion série B              | 12e/16           |                       |
| 14                  | 1997-98 | K. SC Grimbergen | Promotion série B              | 6e/16            |                       |
| 15                  | 1998-99 | K. SC Grimbergen | Promotion série B              | 16e/16           | Relégué!              |
| séries provinciales |         |                  |                                |                  |                       |
| 16                  | 2001-02 | K. SC Grimbergen | Promotion série B              | 13e/16           | Barrages!             |
| 17                  | 2002-03 | K. SC Grimbergen | Promotion série B              | 7e/16            |                       |
| 18                  | 2003-04 | K. SC Grimbergen | Promotion série B              | 4e/16            | Tour final!           |
| 19                  | 2004-05 | K. SC Grimbergen | Promotion série C              | 8e/16            |                       |
| 20                  | 2005-06 | K. SC Grimbergen | Promotion série B              | 9e/16            |                       |
| 21                  | 2006-07 | K. SC Grimbergen | Promotion série B              | 12e/16           |                       |
| 22                  | 2007-08 | K. SC Grimbergen | Promotion série B              | 11e/16           |                       |
| 23                  | 2008-09 | K. SC Grimbergen | Promotion série B              | 9e/16            |                       |
| 24                  | 2009-10 | K. SC Grimbergen | Promotion série B              | 2e/16            | Promu via tour final! |
| 25                  | 2010-11 | K. SC Grimbergen | Division 3 série B             | 15e/18           | [ saisons 6 ]         |
| 26                  | 2011-12 | K. SC Grimbergen | Division 3 série B             | 15e/18           | [ saisons 7 ]         |
| 27                  | 2012-13 | K. SC Grimbergen | Division 3 série B             | 6e/19            |                       |
| 28                  | 2013-14 | K. SC Grimbergen | Division 3 série B             | 16e/18           | Barrages!             |
| 29                  | 2014-15 | K. SC Grimbergen | Division 3 série B             | 15e/18           |                       |
| 30                  | 2015-16 | K. SC Grimbergen | Division 3 série B             | 17e/19           | Relégué!              |
| 31                  | 2016-17 | K. SC Grimbergen | Division 2 Amateur VFV série B | 15e/16           | Relégué!              |
| 32                  | 2017-18 | K. SC Grimbergen | Division 3 Amateur VFV série A | 14e/16           | Relégué!              |
| séries provinciales |         |                  |                                |                  |                       |

## Entraîneurs
- 2011-2012   Stef Van Winckel,  Ludo Wouters
- 2012-2013   Wilfried Wielandts
- 2013-2014   Wilfried Wielandts,  Francky Cieters
- 2014-2015   Francky Cieters,  Stef Van Winckel
- 2015-2016   Stef Van Winckel
- 2016-2017   Stef Van Winckel,  Andy Kockelbergh
- 2017-2018   Vito Simone  Christian Rits
- 2018-2019   Stef Verdickt  Jan Segers
- 2019-2020   Dominique Jonckheere
- 2020-2021   Jean Louis Dingondo[2]